# Roger Dean Stadium
Le Roger Dean Stadium est un stade de baseball situé à Jupiter en Floride. 
Cette enceinte inaugurée en 1998 est utilisée par les franchises de Ligue majeure de baseball des Cardinals de Saint-Louis (depuis 1998) et des Marlins de la Floride (depuis 2002) afin de préparer ses saisons pendant les mois de février et de mars. Les Expos de Montréal utilisent l'enceinte comme camp d'entraînement de printemps de 1998 à 2001.
Les Hammerheads de Jupiter et les Cardinals de Palm Beach, qui évoluent dans la Ligue de l'État de Floride, utilisent ce stade le reste de la saison.
Dimensions du terrain : champ gauche 335 pieds, champ centre 400 pieds et champ droit 325 pieds.